# Limhamns-Fiskarenas IF
Limhamns-Fiskarenas IF var en idrottsförening från Limhamn, Malmö. Klubben bildades 1933. Föreningen slogs samman med BK Kärnan 1970 och bildade Limhamns Brottarklubb.

## Brottning
Gösta ”Skevarp” Jönsson  vann SM-guld i den antika stilen (grek romerska) 1945, vilket blev det enda SM guldet i Fiskarenas historia.

## Seriespel fotboll
| År        | Serie                  | Placering |  |
| --------- | ---------------------- | --------- |  |
| 1934      | Malmöserien            | 2         |  |
| 1934-1935 | Malmöserien Division 1 |           |  |
| 1935-1936 | Malmöserien Division 1 |           |  |